# Велодорога Гочкиса
Велосипедная железная дорога Гочкиса была построена как монорельсовый транспорт специального назначения, по ней можно было ездить на соответствующем велосипеде. Она была изобретена Артуром Гочкисом, а первый участок построен между городами Смитвилл и Маунт-Холли в округе Берлингтон штата Нью-Джерси в 1892 году, и была закрыта в 1897 году. Другие участки были построены как развлекательные в Великобритании в Норфолке (1895—1909), Грейт-Ярмуте (в конце 19-го века переехала на Honley Pleasure Beach в Хаддерсфилде), и Блэкпуле (с 1896 г.).

## Смитвилл—Маунт Холли
В 1892 году Артур Гочкис получил патент на велосипедную железную дорогу и подписал контракт с машиностроительной компанией H.B. Smith Machine Company для их изготовления. Изначальная трасса простиралась на расстояние 2 км от Смитвилла, почти прямолинейно, 10 раз пересекая реку Ранкокас-Крик и прибывая на улицу Пайн-стрит в Маунт Холли. Строительство было завершено вовремя, к ярмарке в Маунт Холли, в сентябре 1892 года. Целью железной дороги было позволить работникам быстро передвигаться из Маунт Холли на завод в Смитвилле. Ежемесячный билет стоил 2 доллара США. Рекорд по времени передвижения по железной дороге составил 4,5 минуты, а средняя поездка длилась 6-7 минут. Железная дорога была выставлена на Всемирной «Колумбовой выставке» 1893 года в Чикаго. Она имела только один путь, в связи с чем проезд другого велосипедиста был невозможен, а при их встрече с разных направлений был необходим переезд на колею разъезда. После 1897 года количество поездок снизилось, и железную дорогу разобрали.